# Pseudaneitea marmorata
Pseudaneitea marmorata är en snäckart som först beskrevs av Heinrich Rudolf Simroth 1889.  Pseudaneitea marmorata ingår i släktet Pseudaneitea och familjen Athoracophoridae. Inga underarter finns listade i Catalogue of Life.